# René Pingeon
Ne pas confondre avec son frère Roger Pingeon, vainqueur des Tours de France 1967 et d'Espagne 1969.
René Pingeon, né le 23 novembre 1943 à Passin (aujourd'hui inclus dans la commune de Champagne-en-Valromey) et mort le 28 octobre 2007 à Saint-Genis-Laval, a été coureur professionnel en 1969 dans l'équipe Peugeot-BP-Michelin. Il a notamment participé au Tour d'Espagne 1969 remporté par son frère Roger Pingeon. Il avait auparavant couru sous le statut d'indépendant.

## Carrière
René Pingeon obtient rapidement de bons résultats : champion du Lyonnais (à 18 ans) et présélectionné olympique (à 19 ans). Il court sous le statut d'indépendant jusqu'en 1969, quand il accepte la proposition de son frère de courir en professionnel : il participe ainsi au Tour d'Espagne 1969. Il ne participe pas au Tour de France 1969 (auquel son frère se classe second) ; toutefois il prend part aux critériums d'après-tour et obtient d'ailleurs une 3e place à Ploërdut.
René Pingeon abandonne brusquement le cyclisme à la fin de la saison 1969. Il devient électricien à l'issue de cette carrière sportive.

## Palmarès
- 1961
  - Championnat du Lyonnais
- 1964
  - 2e du Grand Prix de Saint-Symphorien-sur-Coise
- 1965
  - Circuit Gruet du Jura :
    - Classement général
    - 1re étape
- 1968
  - Grand Prix de Cours-la-Ville
  - 2e du Circuit des Monts du Livradois

## Résultats sur les grands tours

### Tour d'Espagne
1 participation
- 1969 : abandon (10e étape)